# Rolando Martín
Pas d'image ? Cliquez ici

a Compétitions nationales et continentales officielles uniquement.

b Matchs officiels uniquement.
Dernière mise à jour le 1er janvier 2010.
Rolando Abel Martín, surnommé El Yankee, né le 28 septembre 1968 au Maryland (États-Unis), est un joueur de rugby à XV argentin, jouant troisième ligne aile, un entrepreneur et un entraîneur de rugby à XV.

## Biographie
Il naît au Maryland, car son père passe un master' en économie aux États-Unis. Son père est de retour en Argentine et il vit à General Roca (Rio Negro). Il se rend à Buenos Aires pour étudier à son tour l'économie. À l'âge de 18 ans, il débute dans le club de San Isidro Club et intègre l'équipe première en 1989 à l'âge de 21 ans. Il reste fidèle au club aux couleurs noir et azur, à l'exception d'un stage professionnel effectué en Angleterre où il porte les couleurs de Richmond Football Club, en Championnat d'Angleterre, et en Challenge européen. Avec San Isidro, Rolando Martín gagne six championnats régionaux de l'URBA et deux championnats nationaux, le Nacional de Clubes, en quatorze saisons jusqu'en 2003, année de sa retraite. Il honore sa première cape internationale avec l'Argentine le 28 mai 1994 à Long Beach pour une victoire 20-18 contre les États-Unis. Il joue son dernier match international le 26 octobre 2003 à Adélaïde pour une défaite 16-15 contre l'Irlande.

## Palmarès
- 6 championnats de la URBA en 1993, 1994, 1997 et 1999.

## Statistiques en équipe nationale
- 86 sélections de 1994 à 2003
- 90 points (18 essais)
- Sélections par année : 6 en 1994, 12 en 1995, 8 en 1996, 8 en 1997, 11 en 1998, 9 en 1999, 5 en 2000, 8 en 2001, 9 en 2002, 10 en 2003
- Coupes du monde de rugby disputées : 1995, 1999, 2003.